# (528381) 2008 ST291
(528381) 2008 ST291 – planetoida, obiekt transneptunowy, krążący wokół Słońca w rezonansie 1:6 z Neptunem.

## Odkrycie i nazwa
Planetoida (528381) 2008 ST291 została odkryta 24 września 2008. Odkrywcami byli amerykańscy astronomowie Megan E. Schwamb, Michael E. Brown oraz David Rabinowitz. Obiekt nie ma jeszcze nazwy własnej, a tylko oznaczenie prowizoryczne i stały numer.

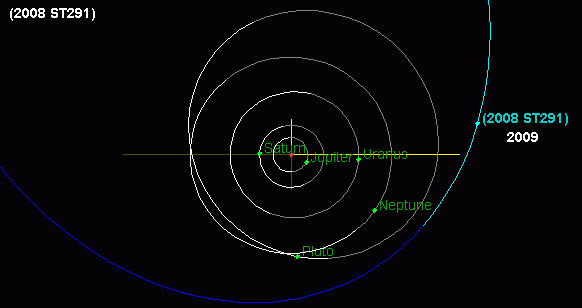
Orbita planetoidy w porównaniu do orbit planet i Plutona

## Orbita
Orbita (528381) 2008 ST291 nachylona jest pod kątem 20,7˚ do ekliptyki, a jej mimośród wynosi 0,58. Ciało to krąży w średniej odległości ok. 100,57 j.a. od Słońca, na jeden obieg potrzebuje ponad 1008 lat ziemskich. Peryhelium tego obiektu znajduje się w odległości 42,4 j.a., a aphelium zaś ok. 158,7 j.a. od Słońca.

## Właściwości fizyczne
Rozmiary (528381) 2008 ST291 szacuje się na ok. 584 km. Absolutna wielkość gwiazdowa tej planetoidy wynosi ok. 4,4m. Jest to bardzo zimne ciało niebieskie.